# Giro del Lazio 1941
Il Giro del Lazio 1941, ottava edizione della corsa, noto anche come Gran Premio Roma e valido come Campionato italiano di ciclismo su strada 1941, si svolse il 4 maggio 1941 su un percorso di 245,4 km con partenza e arrivo a Roma. Riservato a ciclisti professionisti italiani, fu vinto da Adolfo Leoni, che completò il percorso in 7h19'27" precedendo in volata Aldo Bini e Cino Cinelli. Risultarono classificati 34 dei 40 ciclisti al via; Giovanni Corrieri, inizialmente quarto, fu squalificato per irregolarità.

## Percorso
Partita dal viale di Tor di Quinto a Roma, la prova, organizzata dalla Federciclismo italiana e dal quotidiano Il Messaggero, attraversò nell'ordine Prima Porta (km 7,5), Castelnuovo di Porto, Rignano Flaminio, Civita Castellana (km 48), Otricoli, Narni, Terni (km 94,1), Marmore, Piediluco, il bivio per Morro Reatino (726 m s.l.m.), Rieti (km 139,1), San Giovanni Reatino, Torricella in Sabina (610 m s.l.m.), Poggio Corese, Passo Corese (km 192,1), il Ponte del Grillo, Capena, Morlupo, e di nuovo sulla via Flaminia Castelnuovo di Porto e Prima Porta, concludendosi sul viale di Tor di Quinto.

## Squadre e corridori partecipanti
Si iscrissero alla prova 49 ciclisti, 41 in rappresentanza di otto squadre di marca – Legnano, Bianchi, Olympia, Gloria, Viscontea, Frejus, Gerbi e Aquilano – e otto come "isolati" in rappresentanza delle proprie società. Presero effettivamente il via 40 ciclisti. Come principali favoriti per la vittoria finale venivano indicati Gino Bartali e Fausto Coppi della Legnano, e Cino Cinelli e Adolfo Leoni della Bianchi.
| N.     | Cod. | Squadra   |
| ------ | ---- | --------- |
| 1-10   |      | Legnano   |
| 11-19  |      | Bianchi   |
| 20-23  |      | Olympia   |
| 24-27  |      | Gloria    |
| 28-34  |      | Viscontea |
| 35-36  |      | Frejus    |
| 37-39  |      | Gerbi     |
| 40, 49 |      | Aquilano  |
| 41-48  |      | Isolati   |

## Ordine d'arrivo (Top 17)
| Pos. | Corridore          | Squadra       | Tempo    |
| ---- | ------------------ | ------------- | -------- |
| 1    | Adolfo Leoni       | Bianchi       | 7h19'27" |
| 2    | Aldo Bini          | Viscontea     | s.t.     |
| 3    | Cino Cinelli       | Bianchi       | s.t.     |
| 4    | Gino Bartali       | Legnano       | s.t.     |
| 5    | Pierino Favalli    | Legnano       | s.t.     |
| 6    | Enrico Mollo       | Olympia       | s.t.     |
| 7    | Vasco Bergamaschi  | Bianchi       | s.t.     |
| 7    | Antonio Bevilacqua | Ferr. Venezia | s.t.     |
| 7    | Olimpio Bizzi      | Bianchi       | s.t.     |
| 7    | Severino Canavesi  | Gloria        | s.t.     |
| 7    | Pietro Chiappini   | Olympia       | s.t.     |
| 7    | Fausto Coppi       | Legnano       | s.t.     |
| 7    | Giordano Cottur    | Viscontea     | s.t.     |
| 7    | Salvatore Crippa   | Viscontea     | s.t.     |
| 7    | Mario De Benedetti | Legnano       | s.t.     |
| 7    | Mario Ricci        | Legnano       | s.t.     |
| 7    | Mario Vicini       | Bianchi       | s.t.     |